# Селенід кадмію
Селені́д ка́дмію - неорганічна сполука кадмію і селену з хімічною формулою CdSe. Молярна маса: 191,37 г/моль. Температура плавлення: 1240 °C. Густина: 5,81 г/см³.
Може мати як кубічну (β), так і гексагональну (α) кристалічні структури.

## Практичне використання
Плівки селеніду кадмію застосовуються як пасивні та активні елементи напівпровідникової електроніки.
Як молекулярний барвник використовується при виробництві скла, надаючи йому жовто-червоне забарвлення. Скло з селенідом кадмію не змінює свого кольору при повторній теплові обробці. 